# Бабичко
Бабичко је насељено место града Лесковца у Јабланичком округу. Према попису из 2022. било је 176 становника.
Овде се налазе Спомен-дом у Бабичком и Манастир Бабичко.

## Положај и тип села
Бабичко је планинско село подигнуто на стрмим присојним падинама Бабичке горе, непосредно испод највише језерске терасе. На простору централног, ембрионалног дела села налази се више извора питке планинске воде. Из њих избијају јаки млазеви воде, падају у дугачка бетонска корита за појење стоке, а из тих корита вода се прелива и отиче долином формираном заједничким ерозивним деловањем водене масе из свих изворишта на територији села. Ова долина, почевши од самог села, све се више продубљује и на њеним падинама се налазе ливаде, њиве, пашњаци, воћњаци и браници села.
Село је изразито гомиластог облика, слично гомиластим и згуснутим селима македонских цинцарских насеља на стрмим падинама македонских планина, на пример на планини Баба. Кућни плацеви у централном делу села су мали, неправилног облика. На њима су куће и ретко споредне зграде, уз мало простора за воће и поврће. Због стрмог терена стиче се утисак да су поједине куће назидаване једна изнад друге. Сем централног дела постоје и махале појединих родова, настале услед множења становника. И ове махале су гомиластог облика.

## Етимологија
Према легенди која живи у народу, село је добило назив по баби - жени која је на простору данашњег села дошла у време турске владавине, у доба узимања „данка у крви” како би своје синове спасила од одвођења у јаничаре. Она се најпре, са двојицом својих синова, населила на једном шумовитом риду који се назива и чуком. Када су њени синови довољно ојачали, искрчили су део шуме на риду, начинили њиву и посејали је пшеницом. Наредног лета, када је пшеница зарудела, из долине Мораве се јасно видело присуство људи у "мору" зелене шуме. Тиме је њихово првобитно станиште било откривено па су заједно напустили чуку и подигли своје станиште на нешто нижем земљишту, крај бистрог кладенца. На том простору, од потомака бабе и њених синова, створено је село које се најпре звало Бабино а рид на коме су се прво населили назван је „Бабина чука”. Рид је до данашњих дана задржао првобитни назив а првобитни назив села је преиначен на Бабичко, вероватно стапањем речи „бабина” и „чука”.
„Бабина чука ” налази се југоисточно од централног дела села, пружа се у правцу североисток-југозапад. На њој је саграђен Партизански дом а на пространој заравни сваке године, на дан народног устанка у Србији, 7. јула, сакупи се много народа из Бабичког, околних села али и из самог Лесковца, славећи и традиционални празник св. Јован Крститељ (Иван-дан).
По имену села прозвана је цела планина богата шумом-гором: Бабичка гора.

## Прошлост
Уз сеоску православну цркву Св. Тројице, постојала је црквена кућа (1878).
По школском извештају из 1878. године ту је (у "Бобичку") постојала мушка школа. Импровизована је у једној собици црквене куће и без инвентара. Издржава се од прихода цркве и добровољних прихода. Рад је "црквенски", по старом, без разреда. Похађају је 24 ђака из неколико места, а учитељ је из Граданице са годишњом платом од 1000 гроша.

## Воде
На простору који захвата атар села, у Бабичкој гори и њеном делу Крушевици, налазе се многи извори или, како их у народу називају, кладенци: „Куде стол” (име долази по заравњеном врху налик на астал (сто)), „Зеленика” (слатка вода), „Смлачиште” (лепа вода), „Смрдљивка”, „Пиздица”, „Студени кладенац” итд. Вода из „Студеног кладенца” отиче ка Бабичком потоку док вода из осталих кладенаца отиче у супротном правцу.
Бабичка река или поток тече ка Разгојни и у делу испод овог села назива се Разгојнска река. Улива се у Јужну Мораву преко пута Разгојнског чифлука. Њу обогаћује вода из више сеоских чесама као што су: Костина чесма; Костадиновска чесма; чесма за доњомалци; Стубал чесма итд.
Многи кладенци на простору који захвата атар села претворени су у бунаре. Неки од њих су: Ђорински бунар (најстарији бунар у селу), Деда-Ранкински бунар, Качарски бунар, Баба-Гирински бунар итд.
Бабичко, иако лоцирано на стрмој планинској падини, богато је изворима здраве питке воде.

## Демографија
У насељу Бабичко живи 484 пунолетна становника, а просечна старост становништва износи 57,2 година (54,7 код мушкараца и 59,9 код жена). У насељу има 214 домаћинстава, а просечан број чланова по домаћинству је 2,41.
Ово насеље је великим делом насељено Србима (према попису из 2002. године), а у последња три пописа, примећен је пад у броју становника.
|             | \| Демографија[3] \| Демографија[3] \| Демографија[3] \| \| Година \| Становника \| Становника \| \| -------------- \| -------------- \| -------------- \| \| 1948. \| 1.626 \| \| \| 1953. \| 1.623 \| \| \| 1961. \| 1.518 \| \| \| 1971. \| 1.258 \| \| \| 1981. \| 971 \| \| \| 1991. \| 734 \| 732 \| \| 2002. \| 515 \| 518 \| \| 2011. \| 357 \| \| \| 2022. \| 176 \| \| |            |
| Демографија | |            |
| Година      | Становника | Становника |
| 1948.       | 1.626 |            |
| 1953.       | 1.623 |            |
| 1961.       | 1.518 |            |
| 1971.       | 1.258 |            |
| 1981.       | 971 |            |
| 1991.       | 734 | 732        |
| 2002.       | 515 | 518        |
| 2011.       | 357 |            |
| 2022.       | 176 |            |

| Етнички састав према попису из 2002.‍ | Етнички састав према попису из 2002.‍ | Етнички састав према попису из 2002.‍ | Етнички састав према попису из 2002.‍ | Етнички састав према попису из 2002.‍ |
| ------------------------------------ | ------------------------------------ | ------------------------------------ | ------------------------------------ | ------------------------------------ |
|                                      |                                      |                                      |                                      |                                      |
| Срби                                 | Срби                                 |                                      | 514                                  | 99,80%                               |
| Хрвати                               | Хрвати                               |                                      | 1                                    | 0,19%                                |
| непознато                            | непознато                            |                                      | 0                                    | 0,0%                                 |

| Година пописа     | 1948. | 1953. | 1961. | 1971. | 1981. | 1991. | 2002. |
| ----------------- | ----- | ----- | ----- | ----- | ----- | ----- | ----- |
| Број домаћинстава | 279   | 291   | 304   | 298   | 285   | 254   | 214   |

| Број чланова      | 1  | 2  | 3  | 4  | 5 | 6  | 7 | 8 | 9 | 10 и више | Просек |
| ----------------- | -- | -- | -- | -- | - | -- | - | - | - | --------- | ------ |
| Број домаћинстава | 61 | 84 | 32 | 14 | 9 | 11 | 2 | 0 | 1 | 0         | 2,41   |

| Пол    | Укупно | Неожењен/Неудата | Ожењен/Удата | Удовац/Удовица | Разведен/Разведена | Непознато |
| ------ | ------ | ---------------- | ------------ | -------------- | ------------------ | --------- |
| Мушки  | 246    | 41               | 171          | 29             | 5                  | 0         |
| Женски | 248    | 19               | 164          | 61             | 4                  | 0         |
| УКУПНО | 494    | 60               | 335          | 90             | 9                  | 0         |

| Пол    | Укупно                    | Пољопривреда, лов и шумарство | Рибарство                            | Вађење руде и камена | Прерађивачка индустрија       |
| ------ | ------------------------- | ----------------------------- | ------------------------------------ | -------------------- | ----------------------------- |
| Мушки  | 125                       | 109                           | 0                                    | 0                    | 6                             |
| Женски | 65                        | 61                            | 0                                    | 0                    | 0                             |
| УКУПНО | 190                       | 170                           | 0                                    | 0                    | 6                             |
| Пол    | Производња и снабдевање   | Грађевинарство                | Трговина                             | Хотели и ресторани   | Саобраћај, складиштење и везе |
| Мушки  | 2                         | 2                             | 2                                    | 0                    | 2                             |
| Женски | 0                         | 0                             | 1                                    | 0                    | 0                             |
| УКУПНО | 2                         | 2                             | 3                                    | 0                    | 2                             |
| Пол    | Финансијско посредовање   | Некретнине                    | Државна управа и одбрана             | Образовање           | Здравствени и социјални рад   |
| Мушки  | 0                         | 0                             | 2                                    | 0                    | 0                             |
| Женски | 0                         | 0                             | 0                                    | 1                    | 1                             |
| УКУПНО | 0                         | 0                             | 2                                    | 1                    | 1                             |
| Пол    | Остале услужне активности | Приватна домаћинства          | Екстериторијалне организације и тела | Непознато            | Непознато                     |
| Мушки  | 0                         | 0                             | 0                                    | 0                    | 0                             |
| Женски | 0                         | 0                             | 0                                    | 1                    | 1                             |
| УКУПНО | 0                         | 0                             | 0                                    | 1                    | 1                             |

## Галерија
- Село Бабичко.
- Село Бабичко.